# جائزة نوبل في الطب 2021
مُنحت جائزة نوبل في علم وظائف الأعضاء أو الطب لعام 2021 بالاشتراك للعالم في وظائف الأعضاء الأمريكي ديفيد جوليوس (ولد 1955) وعالم الأعصاب الأرميني الأمريكي أرديم باتابوتيان (ولد عام 1967) «لاكتشاف مستقبلات درجة الحرارة واللمس». خلال حفل توزيع الجوائز في 10 ديسمبر 2021، عبّر باتريك إرنفورس، عضو جمعية نوبل في كارولينسكا عن الفوزبالجائزة:

## الفائزون

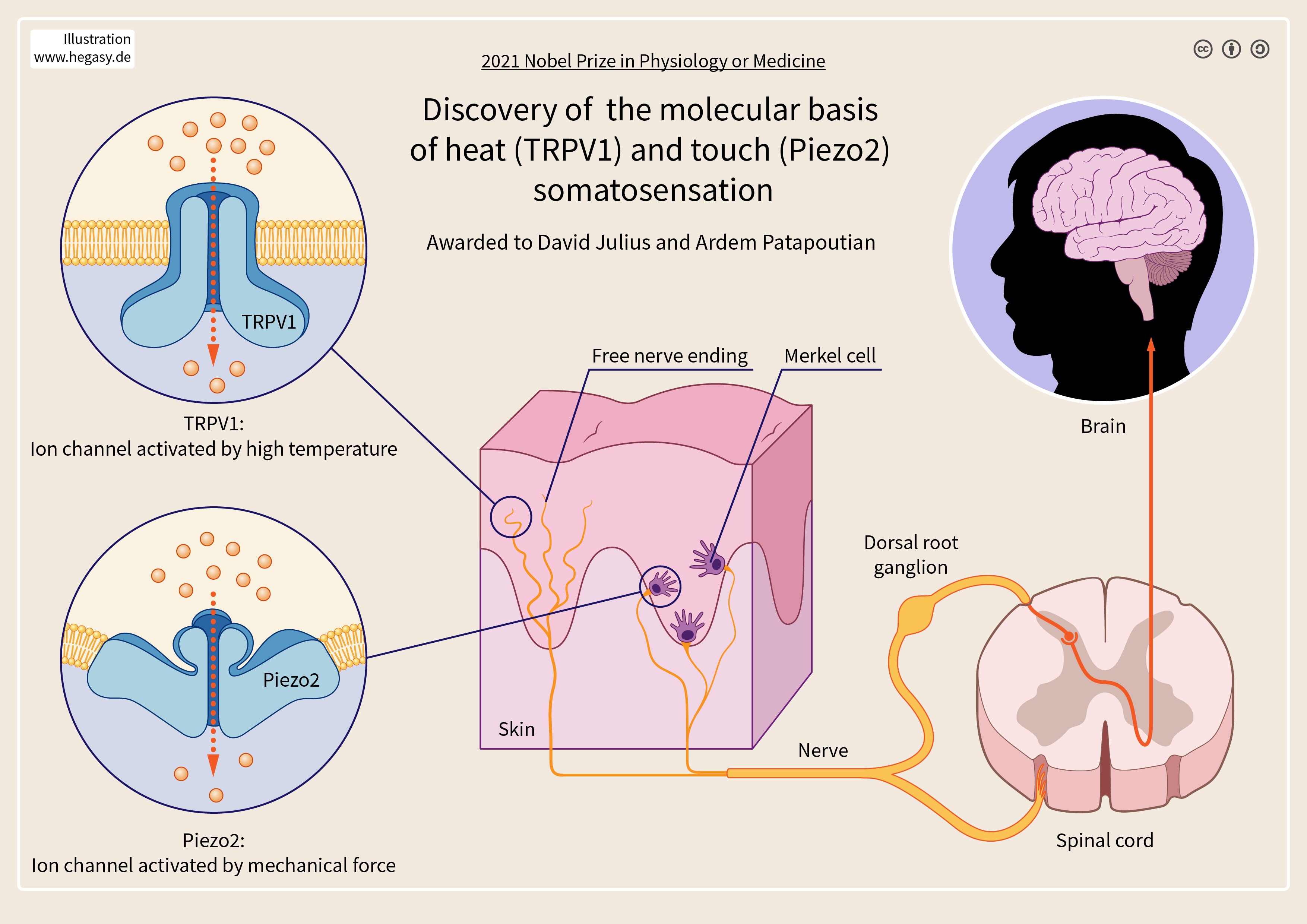
اكتشاف TRPV1 وPIEZO2.

### ديفيد جوليوس
ولد ديفيد جوليوس عام 1955 في نيويورك بالولايات المتحدة. حصل على درجة الدكتوراه في عام 1984 من جامعة كاليفورنيا، بيركلي وكان زميل ما بعد الدكتوراه في جامعة كولومبيا في نيويورك. عُين عام 1989 أستاذاً في جامعة كاليفورنيا في سان فرانسيسكو. حصل على العديد من الجوائز المرموقة مثل جائزة شو 2010 في علوم الحياة والطب، وجائزة أمير أستورياس 2010 للبحث التقني والعلمي، وجائزة الريادة 2020 في علوم الحياة،  وجائزة كافلي 2020 في علم الأعصاب (مع Patapoutian)  جائزة مؤسسة بانكو بيلباو فيزكايا أرجنتاريا لرواد المعرفة.

### أرديم باتابوتيان
ولد أرديم باتابوتيان لعائلة أرمنية عام 1967 في بيروت. انتقل من بيروت التي مزقتها الحرب إلى لوس أنجلوس وحازعلى درجة الدكتوراه في علم الأحياء عام 1996 من معهد كاليفورنيا للتكنولوجيا. كان زميلًا لما بعد الدكتوراه في جامعة كاليفورنيا في سان فرانسيسكو. منذ عام 2000 يعمل في معهد سكريبس للأبحاث في كاليفورنيا حيث يعمل الآن أستاذًا. منذ عام 2014، يعمل باحثًا في معهد هوارد هيوز الطبي. حصل على جائزة W. Alden Spencer لعام 2017، وجائزة روزنستيل لعام 2019، وجائزة Kavli لعام 2020 لعلم الأعصاب،  وجائزة مؤسسة بانكو بيلباو فيزكايا أرجنتاريا لرواد المعرفة 2020 في علم الأحياء / الطب الحيوي.

## المرشحين المحتملين
من بين أقوى المتنافسين الذين تصدقهم العديد من المعاهد الطبية الباحثون الطبيون وعلماء وظائف الأعضاء التالية:
| الرقم | المرشح                        | البلدة                  | الحافز للترشيح | مكان العمل                                                  |
| ----- | ----------------------------- | ----------------------- | --- | ----------------------------------------------------------- |
| 1     | Katalin Karikó (ولد 1955)     | Hungary · United States | لتطوير تقنية RNA المعدلة التي مكنت من الإنتاج السريع للقاحات COVID-19 الفعالة.                                                                               | بيوأنتك جامعة بنسيلفانيا                                    |
| 2     | درو وايزمان (ولد 1958)        | United States           | لتطوير تقنية RNA المعدلة التي مكنت من الإنتاج السريع للقاحات COVID-19 الفعالة.                                                                               | جامعة بنسيلفانيا                                            |
| 3     | Uğur Şahin (ولد 1965)         | Germany                 | لتطوير لقاحات الحمض النووي الريبي للحث على التسامح النوعي للمستضد في أمراض المناعة الذاتية وضد فيروس COVID-19.                                               | بيوأنتك                                                     |
| 4     | Özlem Türeci (ولد 1967)       | Germany                 | لتطوير لقاحات الحمض النووي الريبي للحث على التسامح النوعي للمستضد في أمراض المناعة الذاتية وضد فيروس COVID-19.                                               | بيوأنتك                                                     |
| 5     | ماري كلير كينغ (ولد 1946)     | United States           | لاكتشاف BRCA1، الطفرة الجينية المسؤولة عن وراثة سرطان الثدي.                                                                                                 | جامعة واشنطن                                                |
| 6     | ماكس دالي كوبر (ولد 1933)     | United States           | لاكتشاف التنظيم ذي الشقين لجهاز المناعة وتحديد الخلايا التائية والخلايا البائية.                                                                             | مدرسة الطب بجامعة إيموري                                    |
| 7     | جاك ميلر (ولد 1931)           | United States           | لاكتشاف التنظيم ذي الشقين لجهاز المناعة وتحديد الخلايا التائية والخلايا البائية.                                                                             | معهد والتر وإليزا هول [الإنجليزية]                          |
| 8     | ديفيد بولكومب (ولد 1952)      | United Kingdom          | لاكتشاف الحمض النووي الريبي المتداخل الصغير الذي هو المنظم المحدد في إسكات الجينات بوساطة الحمض النووي الريبي.                                               | جامعة كامبريدج                                              |
| 9     | بيير شامبون (ولد 1931)        | France                  | لاكتشاف مستقبل الهرمون النووي لحمض الريتينويك، وهو جزيء يلعب دورًا مهمًا في التطور الجنيني والتمثيل الغذائي (الايض).                                           | معهد علم الوراثة والبيولوجيا الخلوية والجزيئية [الإنجليزية] |
| 10    | رونالد إم. إيفانز (ولد 1949)  | United States           | لاكتشاف مستقبل الهرمون النووي لحمض الريتينويك، وهو جزيء يلعب دورًا مهمًا في التطور الجنيني والتمثيل الغذائي (الايض).                                           | معهد سولك للدراسات البيولوجية                               |
| 11    | ليروي هود (ولد 1938)          | United States           | لتطويره أدوات علمية رائدة في تقدم المعرفة في تسلسل الحمض النووي الريبوزي منقوص الأكسجين وsynthesis.                                                          | معهد كاليفورنيا للتقنية جامعة واشنطن                        |
| 12    | أدريان بيرد (ولد 1947)        | United Kingdom          | لاكتشافاتهم حول كيفية تشغيل الجينات وعن طريق التعديلات على الحمض النووي.                                                                                     | جامعة إدنبرة                                                |
| 13    | حاييم سدر (ولد 1943)          | Israel                  | لاكتشافاتهم حول كيفية تشغيل الجينات وعن طريق التعديلات على الحمض النووي.                                                                                     | الجامعة العبرية في القدس                                    |
| 14    | Daniel J. Klionsky (ولد 1958) | United States           | "لوصف كيفية تكسير الخلايا وإعادة امتصاص أجهزتها البالية." | جامعة ميشيغان                                               |
| 15    | Noboru Mizushima (ولد 1966)   | Japan                   | "لوصف كيفية تكسير الخلايا وإعادة امتصاص أجهزتها البالية." | جامعة طوكيو                                                 |
| 16    | Dennis Slamon (ولد 1948)      | United States           | "لاكتشاف جين سرطان الثدي مستقبل عامل نمو البشري الثاني العامل في نمو البشري الثاني وعلاجه لعكس آثار نمو الورم.                                               | جامعة كاليفورنيا                                            |
| 17    | جان بيير شانجو (ولد 1936)     | France                  | "for his contributions to our understanding of مستقبل وespecially the identification of the مستقبلات الأستيل كولين النيكوتينية و its allosteric properties." | كوليج دو فرانس معهد باستور                                  |
| 18    | توشيو هيرانو (ولد 1947)       | Japan                   | "لاكتشافهم ل الإنترلوكين 6 ، ووصف أفعاله الفسيولوجية والمرضية، التي ساهمت في تطوير الأدوية."                                                                 | جامعة أوساكا                                                |
| 19    | تادامتسو كيشيموتو (ولد 1939)  | Japan                   | "لاكتشافهم ل الإنترلوكين 6 ، ووصف أفعاله الفسيولوجية والمرضية، التي ساهمت في تطوير الأدوية."                                                                 | جامعة أوساكا                                                |
| 20    | Karl Johnson ‏ (ولد 1929)      | United States           | "لتحديدهم وعزلهم عن فيروس هانتا، عامل الحمى النزفية المصحوبة بمتلازمة الكلى".                                                                                | جامعة نيومكسيكو                                             |
| 21    | هو وانغ لي (1928–2022)        | South Korea             | "لتحديدهم وعزلهم عن فيروس هانتا، عامل الحمى النزفية المصحوبة بمتلازمة الكلى".                                                                                | جامعة كوريا                                                 |

## ردود الفعل
قال توماس بيرلمان الأمين العام لمعهد كارولينسكا عند إعلانه عن الفائزين: «إن هذا يكشف حقًا أحد أسرار الطبيعة. إنه في الواقع شيء مهم لبقائنا، لذا فهو اكتشاف مهم جدًا وعميق.»  اعتقدت لجنة نوبل أن اكتشافات يوليوس وباتابوتيان يعالج «أحد أعظم الألغاز التي تواجه البشرية» - الإحساس بالبيئة. أعرب أوسكار مارين مدير مركز MRC للاضطرابات النمائية العصبية في كلية كينجز لندن، عن أن اختيار الفائزين لهذا العام يؤكد مدى ضآلة معرفة العلماء بهذا السؤال قبل الاكتشافات وإلى أي مدى لا يزال هناك الكثير لنتعلمه.
قال جان آدامز كبير المسؤولين في Grünenthal، التي تسوق لصقات وكريمات الجلد لتخفيف الآلام على أساس مستقبلات TRPV1 للكابسيسين التي اكتشفها جوليوس، إن اكتشافاتهم «فتحت مجالًا جديدًا بالكامل من البحث عن علاجات جديدة للألم غير أفيونية المفعول». قالت فيونا بواسوناد، أخصائية الألم بجامعة شيفيلد، إن عمل الحائزين على جائزة نوبل كان وثيق الصلة بشكل خاص بشخص واحد من كل خمسة أشخاص على مستوى العالم يعاني من ألم مزمن. وقالت: «قد يقودنا بحثهم إلى تحديد مركبات جديدة فعالة في علاج الألم والتي لا تأتي مع التأثير المدمر للمواد الأفيونية».

## المنشورات الرئيسية
كانت المنشورات التالية هي الأبحاث الأساسية التي دفعت جمعية نوبل في معهد كارولينسكا لمنح جائزة 2021 لجوليوس وباتابوتيان:

### ديفيد جوليوس
- كاترينا إم جي، شوماخر إم إيه، توميناغا إم، روزين تا، ليفين جد، جوليوس د. مستقبل الكابسيسين: قناة أيونية تنشط بالحرارة في مسار الألم. Nature 1997: 389: 816-824.
- Tominaga M. Caterina MJ، Malmberg AB، Rosen TA، Gilbert H. Skinner K. Raumann BE، Basbaum AI، Julius D. دمج مستقبل الكابسيسين المستنسخ العديد من المحفزات المسببة للألم. نيورون 1998: 21: 531-543.
- كاترينا إم جي، ليفلر إيه، مالمبيرج إيه بي، مارتن دبليو جي، ترافتون جيه، بيترسن-زيتز كر، كولتزنبرج إم، باسبوم إيه آي، جوليوس د. ضعف الإحساس بالألم والإحساس بالألم في الفئران التي تفتقر إلى مستقبلات الكابسيسين. علم 2000: 288: 306-313
- مكيمي دي دي، نيوهايسر وم، جوليوس د. يكشف تحديد مستقبل البرد عن دور عام لقنوات TRP في التحسس الحراري. طبيعة 2002: 416: 52-58

### أرديم باتابوتيان
- بيير إيه إم، موكريش إيه، هيرجاردن إيه سي، ريف إيه جيه، أندرسون دا، ستوري جي إم، إيرلي تي جيه، دراغوني آي، ماكنتاير بي، بيفان إس، باتابوتيان أ. قناة TRP تستشعر المنبهات الباردة والمنثول. الخلية 2002: 108: 705-715
- تعد Coste B. و Mathur J. و Schmidt M. و Earley TJ و Ranade S. و Petrus MJ و Dubin AE و Patapoutian A. Piezo1 و Piezo2 مكونات أساسية لقنوات الكاتيون المتميزة التي يتم تنشيطها ميكانيكيًا. Science 2010: 330: 55-60
- رناد SS، Woo SH، Dubin AE، Moshourab RA، Wetzel C. Petrus M. Mathur J. Bégay V. Coste B. Mainquist J. Wilson AJ، Francisco AG، Reddy K. Qiu Z. وود جي إن، لوين غر، باتابوتيان أ. Piezo2 هو المحول الرئيسي للقوى الميكانيكية للإحساس باللمس في الفئران. طبيعة 2014: 516: 121-125
- Woo SH، Lukacs V. de Nooij JC، Zaytseva D. Criddle CR، Francisco A. Jessell TM، Wilkinson KA، Patapoutian A. Piezo2 هي قناة النقل الميكانيكي الرئيسية لاستقبال الحس العميق. Nature Neuroscience 2015: 18: 1756-1762

## الروابط الخارجية
- الموقع الرسمي لمؤسسة نوبل